# Кесунське князівство
Кесунське князівство або Князівство Васіла Гоха (також Єфратес) — незалежне вірменське князівство, що існувало з кінця XI століття до 1117 року. Одне з найвизначніших вірменських князівств Близького Сходу та найбільше з вірменських князівств Приєвфраття

## Передісторія
У другій половині XI століття вся територія Вірменії, окрім Сюніка (Зангезур) і Ташир-Дзорагетського царства, зазнала навали турків-сельджуків.. Слідом за вторгненням почалась експансія Візантійської імперії в Закавказзі, яка завершилась анексією низки незалежних вірменських держав регіону. Утрата національної державності після завоювання Візантією, а також навала сельджуків призвели до масового переселення вірменів до Кілікії та інших регіонів.
У XI столітті вірменські землі, від Едеси до Самосати й Мелітени, завойовані Візантією були населені вірменами.
Після поразки при Манцикерті в обстановці широкої сельджуцької експансії Візантія поступово втрачала свої позиції, в результаті чого утворилась низка незалежних вірменських князівств. Одним із них було Царство Філарета Варажнуні, що простягалось від Месопотамії вздовж Євфрату до меж Вірменії, охоплювало Кілікію, Тавр і частину Сирії з Антіохії. Існувало царство порівняно недовго з 1071 до 1086 року. Однак за умов сельджуцької навали в Закавказзі воно стало центром для вірменських емігрантів, які були розсіяні усім Близьким Сходом. Царство мало величезне значення для консолідації вірменів у більш пізніх державних утвореннях, що виникли на руїнах держави Варажнуні. Після 1086 року, коли Варажнуні втратив останні міста, де ще містились його гарнізони, на території Кілікії та Приєвфраття утворилась низка незалежних вірменських князівств. До 1097 року вже існували князівства Рубенідів та Ошинідів Кілікії, Пір, Каркар і князівство Васіла Гоха — Єфратес.

## Історія
З вірменських князівств Близького Сходу — князівство Васіла Гоха було одним із найвизначніших. Із розгромом сельджуками вірменських князівств у Каппадокії, князівство Єфратес стало центром тяжіння вірменів, які тікали від навали тюрків. Гоху вдалось об'єднати багато вірменських земель і створити незалежне вірменське князівство. Спочатку він заволодів однією частиною області Кімакона, а потім поступово розширив свої володіння. Його резиденція містилась в укріпленій фортеці Кесун, що розташовувалась на південному сході від Рабана. До складу його володінь входили території правобережжя Євфрату з містами Рабан і Бехесні та фортецею Ромкла. У 1098–1099 роках князівство Єфратес опинилось у складному становищі, воно було оточено з заходу й півдня володіннями Антіохійського князівства та графства Едеського, які проводили агресивну політику відносно до володінь Васіла Гоха. Дрібніші вірменські князівства Приєвфраття, наприклад, Каркар, визнали сюзеренітет графа Едеси. 1100 року він завдав поразки сельджукам, які мали чисельну перевагу, та вигнав їх із міст Рабана й Антапа. Маючи велике військо Гох упродовж 10 років успішно відбивав набіги сельджуків. Під охороною війська князя, почували себе у безпеці всі, хто вірить у Христа. У зв'язку зі зростанням ролі вірменського князівства, 1101 року, католикос вірменської церкви Григорій II Вкаясер (Пахлавуні) переніс свій престол до меж Кесуні
До 1104 року, за часів експансії Едеського графства в напрямку Мараша та Приєвфраття, Василь Гох прагнув забезпечити собі підтримку Антіохійського князівства. У зв'язку з цим 1103 року він викупив з полону Данішмендидів Севастії князя Антіохії Боемунда I. Після 1104 року стан різко змінився. Відбулось об'єднання Антіохії та Едеси під владою Танкреда Антіохійського, який був ворогом вірменського князя. Після об'єднання Танкред відновив воєнні дії проти Візантії.
Між 1104 та 1108 роками було налагоджено союзні зв'язки Єфратесу з Візантією. Василь Гох намагався заручитись підтримкою імперії, що прагнула відновити свій вплив на втрачених територіях Сирії та Месопотамії. 1108 року Гох надав військову підтримку графу Едеському Балдуїну та його кузену Жослену в їхній боротьбі з Танкредом 1112 року хрестоносці Танкреда виступили проти вірменського князівства, взяли в облогу, а потім захопили місто Рабан, після чого вирушили в наступ на Кесун. Василь Гох зі своїм військом виступив проти хрестоносців, розбив їх поблизу Сев-лера та звільнив низку вірменських міст. Після смерті Гоха на престол зійшов його спадкоємець Василь Тга(Василь Отрок), який 1117 року потрапив у полон до колишнього союзника його батька Балдуїна Бурзького. Перебуваючи в полоні, Василь Тга під тортурами був змушений погодитись на передачу князівства за умови вільного уходу вірменського населення до Кілікії

## Церква
У зв'язку з зростанням ролі князівства 1101 року сюди було перенесено сюди престол католикоса всіх вірмен Григорієм II Вкаясером Пахлавуні. У 1147  Беатріс (вірменка за походженням), удова едеського графа Жослена I, запросила вірменського католикоса Григорія III оселиться у фортеці Ромкла.